# Booth's River
Booth's River är ett vattendrag i Belize. Det ligger i distriktet Orange Walk, i den norra delen av landet, 60 km norr om huvudstaden Belmopan.